# プロノエー
プロノエー（古希: Προνόη, Pronoē）は、ギリシア神話の女性あるいはニュンペーである。「前もって配慮する女」の意。主に、
- プロメーテウスの母
- ポルボスの娘
- オイテ山のニュンペー
- メラムプースの娘
- アーソーポスの娘
- リュキアのニュンペー

の6人が知られている。以下に説明する。

## プロメーテウスの母
このプロノエーは、プロメーテウスの母。神話学者カール・ケレーニイはプロノエーをプロメーテウスと対応関係にある名前とし、『オデュッセイアー』10巻2行の古註に名前が見えるプリュレイエーをプロノエーのことだと考えている。

## ポルボスの娘
このプロノエーは、ポルボスの娘で、アイトーリア地方の王アイトーロスと結婚し、プレウローンとカリュドーンを生んだ。2人の子供はそれぞれ同じ名前の都市プレウローンとカリュドーンを創建した。

## オイテ山のニュンペー
このプロノエーは、ヘーシオドスの『名婦列伝』によるとオイテ山のニュンペーで、アポローン神との間に1子メラネウスを生んだ。メラネウスはポルターオーンの娘ストラトニーケーと結婚し、オイカーリアーの王エウリュトスの父となった。

## メラムプースの娘
このプロノエーは、アルゴスの王メラムプースと、メガペンテースの娘イーピアネイラの娘で、アンティパテース、ビアース、マントーと兄妹。

## アーソーポスの娘
このプロノエーは、河神アーソーポスの娘の1人で、海神ポセイドーンとの間にポーコスを生んだ。

## リュキアのニュムペー
このプロノエーは、リュキアの河のニュンペー（ナーイアス）である。ビュブリスの双子の兄カウノスに恋をし、自分と結婚してリュキアかあるいはカーリアの王となることを求めた。2人の間に生まれたアイギアロスは父カウノスの死後に王となった。

## その他のプロノエー
- ネーレーイデスの1人[7]。
- 小アジアのパプラゴニアのニュンペー。トロイア戦争で戦ったラーソスの母[8]。